# Ikuo
IKUO （イクオ、9月24日 - ）は、日本の男性ベーシスト / シンガーソングライター。島根県益田市出身。A型。本名は渋谷郁央 （しぶたにいくお）である。

## 経歴
- 1996年：パイオニアLDCより「Ex-iT」で、メジャーデビューを果たす。
- 1998年：「Ex-iT」を解散する。後に「Lapis Lazuli」を結成して、GAUSSより再メジャーデビューを果たす。
- 2003年：シングル「LONG WAY」で、ソロデビューを果たす。
- 2004年：六本木Y2Kのワンマンライブを最後に「Lapis Lazuli」が活動を休止する。
- 2005年：「Cube-ray」のベース・ボーカルとして活動する。サポートやセッションを中心にソロでも活動する。
- 2006年：「Cube-ray」が活動休止。その後「BULL ZEICHEN 88」を結成して、現在も活動中である。
- 2010年：「Rayflower」に参加。
- 2012年：鳴瀬喜博 （カシオペア、野獣王国）と村田隆行との3人でトリプルベースのユニット「ザ・チョッパーズ・レボリューション」を結成。

## 使用機材
ベース
- ESP GDS -190 Custom-
- EDWARDS AVT -190 Custom-
- ESP CHB -190 Custom- Gacharic Spin
BROKEN LOVER （作曲）
- ESP BTL -190 Custom Red-
- ESP BTL -190 Custom White-
- ESP BTL -190 Custom Black-
- ESP Ikuon -Clover-
- ESP Ikuon -White Chocolat-
- ESP WS -190 Custom-
- ESP AP -190 Custom-
- ESP WS -190 Custom Fretless-
- ESP BTL -190 Custom 5st-
- ESP FV -190 Custom-
- ESP AMAZE -190 Custom-
- ESP LONG WAY -190 Red-
- ESP LONG WAY -190 Black-
- ESP LONG WAY -190 2TS-
- ESP LONG WAY -190 All White-
- ESP LONG WAY -190 Red- No.2
- grmini LONG WAY -190 mini-
- ESP LONG WAY II -190 Red Camo-
- ESP LONG WAY III -190 Red-

## 作品

### シングル
- 「LONG WAY」-2003年5月21日発売 （NECインターチャネル）

1. LONG WAY
  - テレビアニメ『テニスの王子様』オープニング主題歌
  - 作詞：野口圭、作曲・編曲：Ikuo
2. Brand new day
  - テレビアニメ『テニスの王子様』イメージソング
  - 作詞・作曲・編曲：Ikuo
3. LONG WAY （オリジナル・カラオケ）
4. Brand new day （オリジナル・カラオケ）

- 「EGO〜eyes glazing over」-2003年9月25日発売 （avex mode）

1. EGO〜eyes glazing over （歌/ ICHIDAI）
2. DELTA STRIP 〜White Ring〜
  - 『仮面ライダー555』イメージソング
  - 作詞：藤林聖子、作曲・編曲：吉田勝弥
3. EGO～eyes glazing over （オリジナル・カラオケ）
4. DELTA STRIP 〜White Ring〜 （オリジナル・カラオケ）

- 「Believer」-2006年6月28日発売 （インデックスミュージック）

1. Believer
  - テレビアニメ『デジモンセイバーズ』挿入歌
  - 作詞：山田ひろし、作曲・編曲：太田美知彦
2. Believer （オリジナル・カラオケ）

- 『Dear Friend』(テニプリアーティスターズ) (2022年、NECM-11065)

### アルバム
- 『R.E.D. ZONE』-2014年2月26日発売 （キングレコード）
- 『Easy come,easy core!!』-2019年7月24日発売 （キングレコード）

### コンピレーション
- 『仮面ライダーファイズソングコレクション』-2003年11月27日発売 （avex mode）
  - DELTA STRIP ～White Ring～
- 『仮面ライダーファイズ コンプリート CD-BOX Final Call』-2004年1月15日発売 （avex mode）
  - DELTA STRIP ～White Ring～
- 『デジモン10th ANNIVERSARY -夢への架け橋-』-2007年8月1日発売 （インデックスミュージック）
  - TRY AGAIN!!
    - テレビアニメ『デジモンセイバーズ』イメージソング
    - 作詞・作曲・編曲：Ikuo

### 書籍
- 『Technical Rock Groove』-2014年4月23日発売 （リットーミュージック）

## 楽曲提供
- 白石蔵ノ介（細谷佳正）
  - CLASH!! テレビアニメ『テニスの王子様』イメージソング（作曲）
- 皆川純子
  - De Ja Vu（作曲）
- 和田光司
  - ヒラリ　テレビアニメ『デジモンセイバーズ』OP主題歌（作曲）
- AKINO with bless4
  - cross the line（作曲・編曲）
- Gacharic Spin
  - BROKEN LOVER（作曲）
- JAM Project
  - Crest of“Z's” PS2ゲーム『スーパーロボット大戦Z』OP主題歌（編曲）
- MAXIMIZER（編曲）
  - SAMURAI SOULS（編曲）
  - Shining blaze（編曲）
  - MAXON　テレビアニメ『スーパーロボット大戦OG -ジ・インスペクター』OP主題歌（編曲）
  - Babylon　PS3ゲーム『第二次スーパーロボット大戦OG』ED主題歌（編曲）
- Ray
  - Sweet Days（作曲）
  - I'm MONSTERちゃん（作曲）
- Rayflower
  - Runaway Brain（作曲・編曲）
  - SOCIAL NETWORK GENERATION（作曲・編曲）ほか

## サポート・レコーディング
- TETSUYA Juicy-Bananas
- Deeper Gate Heaven
- 高橋勲
- TECHNICAL UNIT
- JAM Project
- HIRO-X
- 山口真文GROUP
- 奥井雅美
- DAIGO☆STARDUST
- angela
- 萩野崇
- Kimeru
- 皆川純子
- T.M.Revolution
- abingdon boys school
- Acid Black Cherry
- BREAKERZ
- Gackt
- ゴールデンボンバー
- 逹瑯
- 西村麻聡
- 喜多村英梨
- BABYMETAL
- VANISHING STARLIGHT
- ももいろクローバーZ
- Sound Horizon
- 堀江由衣

など

## セッション
- 山口真文
- 小野研二
- ISAO
- 柴崎浩
- 大橋イサム
- 是永巧一
- 長谷川浩二
- 田中栄二
- 河野啓三
- 山口鷹
- 坂東慧
- 外園雄一
- 宮崎祐介
- 村田隆行

など

## 出演
- 狛江FM(コマラジ)『IKUOのMAZE OF LIFE』- レギュラーパーソナリティー(2019年11月14日 - )[2]